# Nexus One
El Nexus One (anomenat HTC Passion) és un smartphone de Google que usa el sistema operatiu per a telèfon mòbil Android de codi obert. El dispositiu està fabricat per la taiwanesa HTC Corporation, i va arribar a estar disponible el 5 de gener del 2010. Les característiques del telèfon mòbil inclouen la possibilitat de transcriure veu a text, amb supressió de soroll amb micròfons duals, i GPS guiat pas a pas amb instruccions de veu per als automobilistes.